# Sirrin
Sirrin (arab. ‏صرين‎) – miasto w Syrii, w muhafazie Aleppo. W spisie z 2004 roku liczyło 6104 mieszkańców.
11 marca 2014 zajęte przez terrorystów ISIS. 27 lipca 2015 zdobyte przez kurdyjskie Powszechne Jednostki Ochrony.